# Bab Tuma
Bab Tuma (in arabo بَابُ تُومَا‎?, Bāb Tūmā, che significa: "Porta di Tommaso") è una delle sette porte romane e un quartiere della Città vecchia di Damasco in Siria, un punto di riferimento geografico del primo cristianesimo. La porta fu così denominata dai Bizantini per commemorare San Tommaso Apostolo, uno dei dodici apostoli di Gesù Cristo. I romani costruirono per primi le sette porte e durante la loro epoca la porta era dedicata a Venere. L'attuale porta fu ricostruita dagli Ayyubidi nel XIII secolo.

## Storia
Famosi residenti storici del distretto di Bab Tuma includono, San Paolo (da cui espressioni come "l'esperienza della strada per Damasco"), lo stesso San Tommaso Apostolo che, dopo aver prestato il suo nome al quartiere, andò ad esplorare l'India, Sant'Anania, lo scrittore francese Alphonse de Lamartine, il teologo greco ortodosso San Giuseppe di Damasco, fondatore della Scuola Patriarcale di Damasco, San Raffaele di Brooklyn, il primo vescovo ortodosso orientale di New York (inviato lì dallo zar Nicola II di Russia nel 1895) e il filosofo siriano Michel Aflaq, fondatore del partito Ba'ath e dell'ideologia ba'athista.
Nel XVI secolo, in seguito alla conquista di Antiochia e Alessandretta da parte dell'Impero ottomano dopo la battaglia di Marj Dabiq, il borgo di Bab Tuma divenne sede della Chiesa greco-ortodossa di Antiochia e della Chiesa greco-melchita cattolica per il Levante settentrionale (Siria, Libano e Turchia meridionale), nonché a livello internazionale per la Chiesa siro-ortodossa, con la Cattedrale di San Giorgio, dal 1959.

## Galleria d'immagini

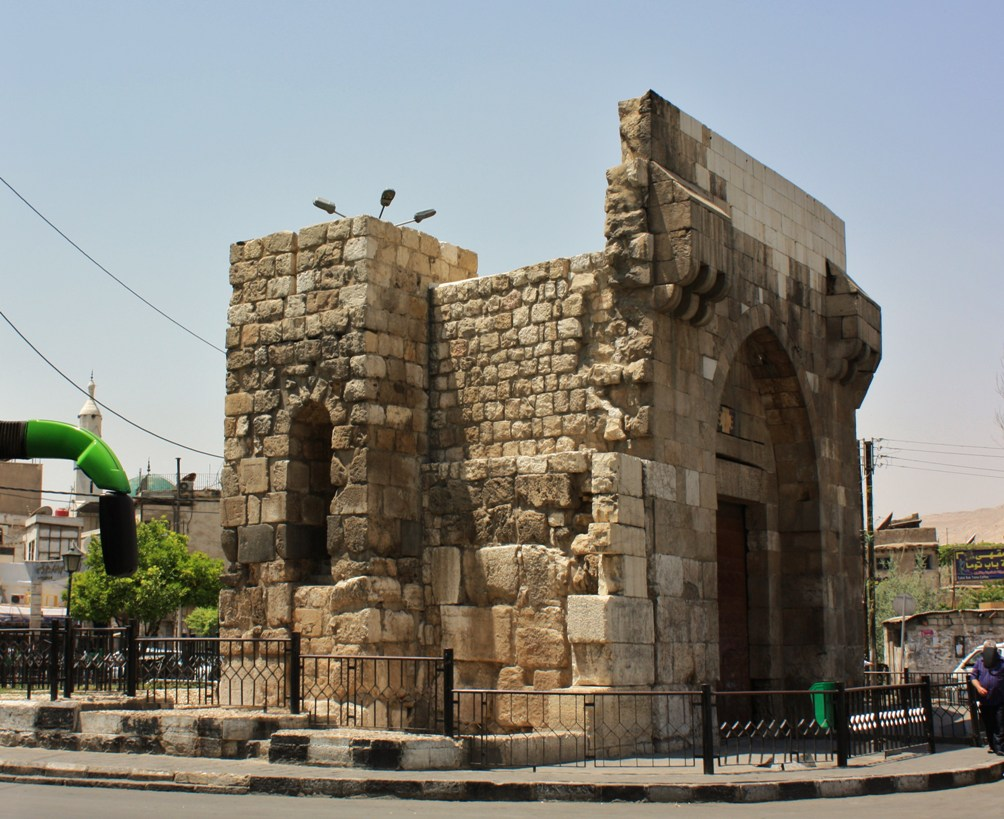
Vista laterale della porta di Tommaso.
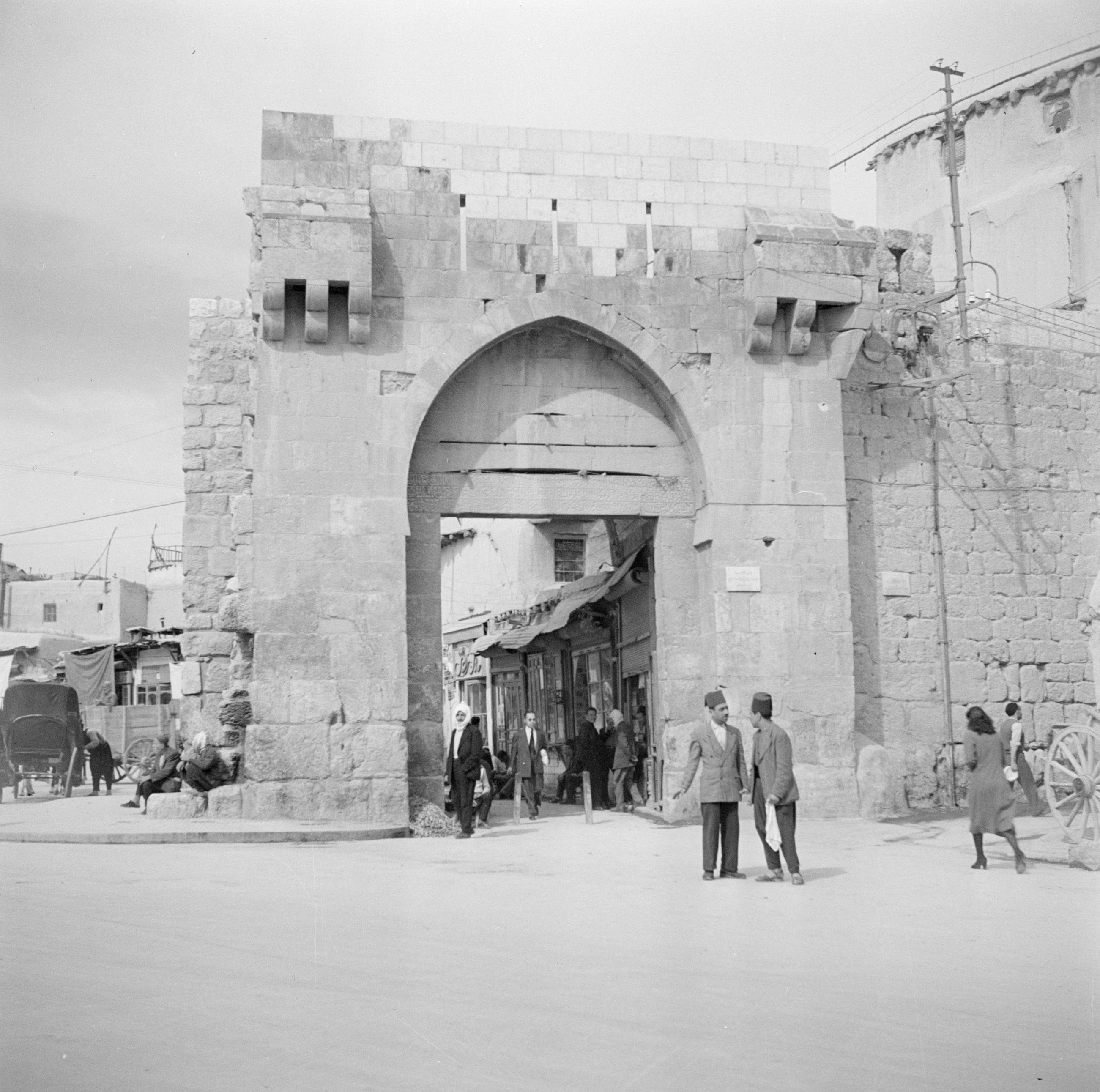
La porta di Tommaso nel 1950, prima che le autorità abbattessero i negozi, visibili nella foto, per far posto a una strada appena asfaltata.